# Le Nizan
Le Nizan é uma comuna francesa na região administrativa da Nova Aquitânia, no departamento da Gironda. Estende-se por uma área de 14,86 km². Em 2010 a comuna tinha 519 habitantes (densidade: 34,9 hab./km²).